# ГЕС Котанли ІІ
ГЕС Котанли ІІ — гідроелектростанція на північному сході Туреччини. Знаходячись між ГЕС Котанли І (вище по течії) та ГЕС Akıncı, входить до складу каскаду на річці Кура (басейн Каспійського моря).
В межах проекту річку перекрили греблею Котанли, виконаною як споруда із ущільненого котком бетону висотою 85 метрів та довжиною 201 метр. Вона потребувала 235 тис. м3 матеріалу та утримує водосховище з об'ємом 20 млн м3.
Через два водоводи діаметром по 5 метрів ресурс подається у пригреблевий машинний зал. Тут встановили дві турбіни типу Френсіс потужністю по 25 МВт, які повинні забезпечувати виробництво 116 млн кВт-год електроенергії на рік.
Видача продукції відбувається по ЛЕП, розрахованій на роботу під напругою 154 кВ.